# Balduin II. Konstantinopolský
Balduin II. z rodu Courtenay (francouzsky Baudouin II de Constantinople, řecky Βαλδουίνος Β' της Κωνσταντινούπολης, 1217 – říjen 1273) byl francouzský rytíř, markrabě z Namuru a poslední křižácký latinský císař v Konstantinopoli.

## Život

### Mládí a nástup na trůn

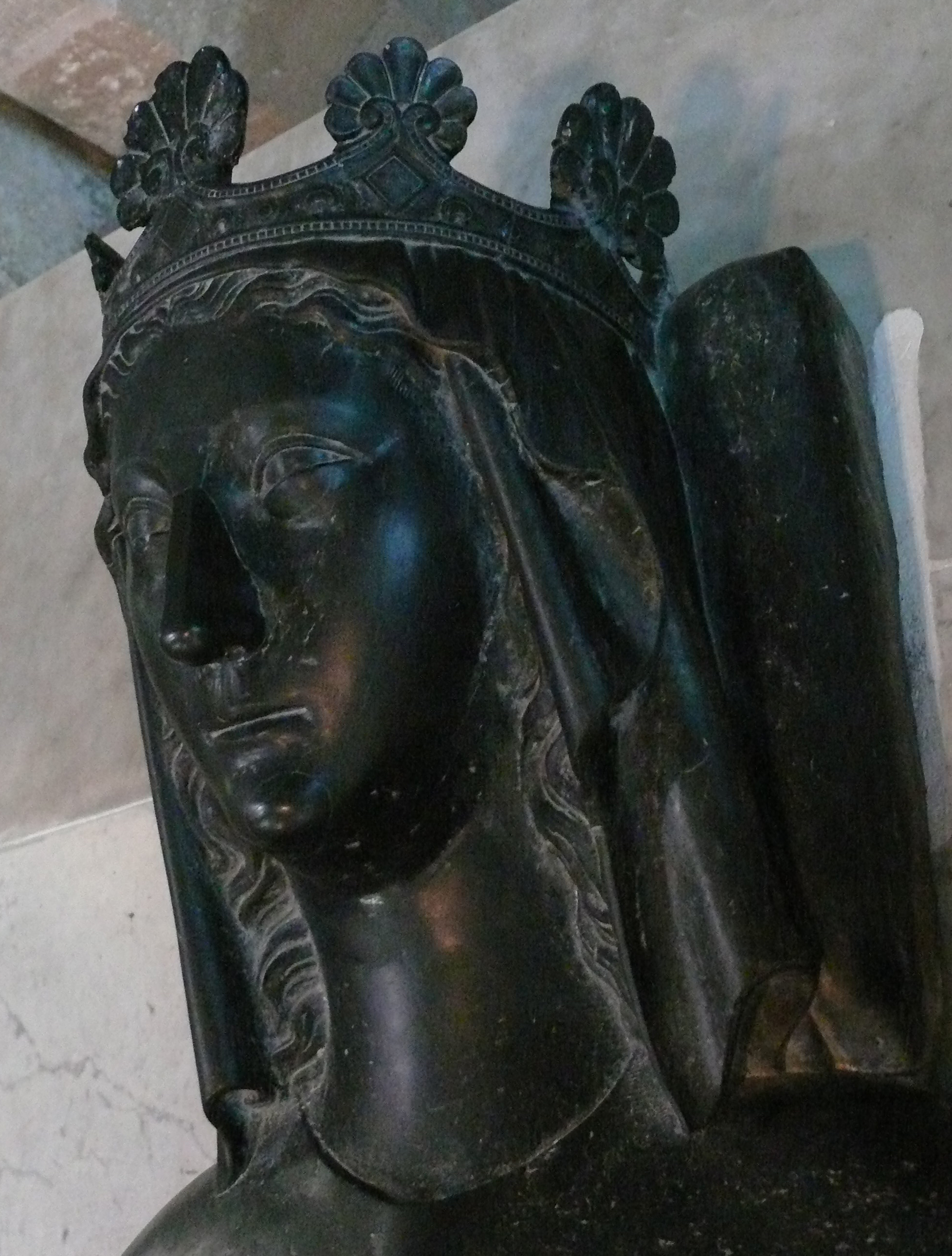
Marie z Brienne (pohřební tumba z kláštera Maubuisson)

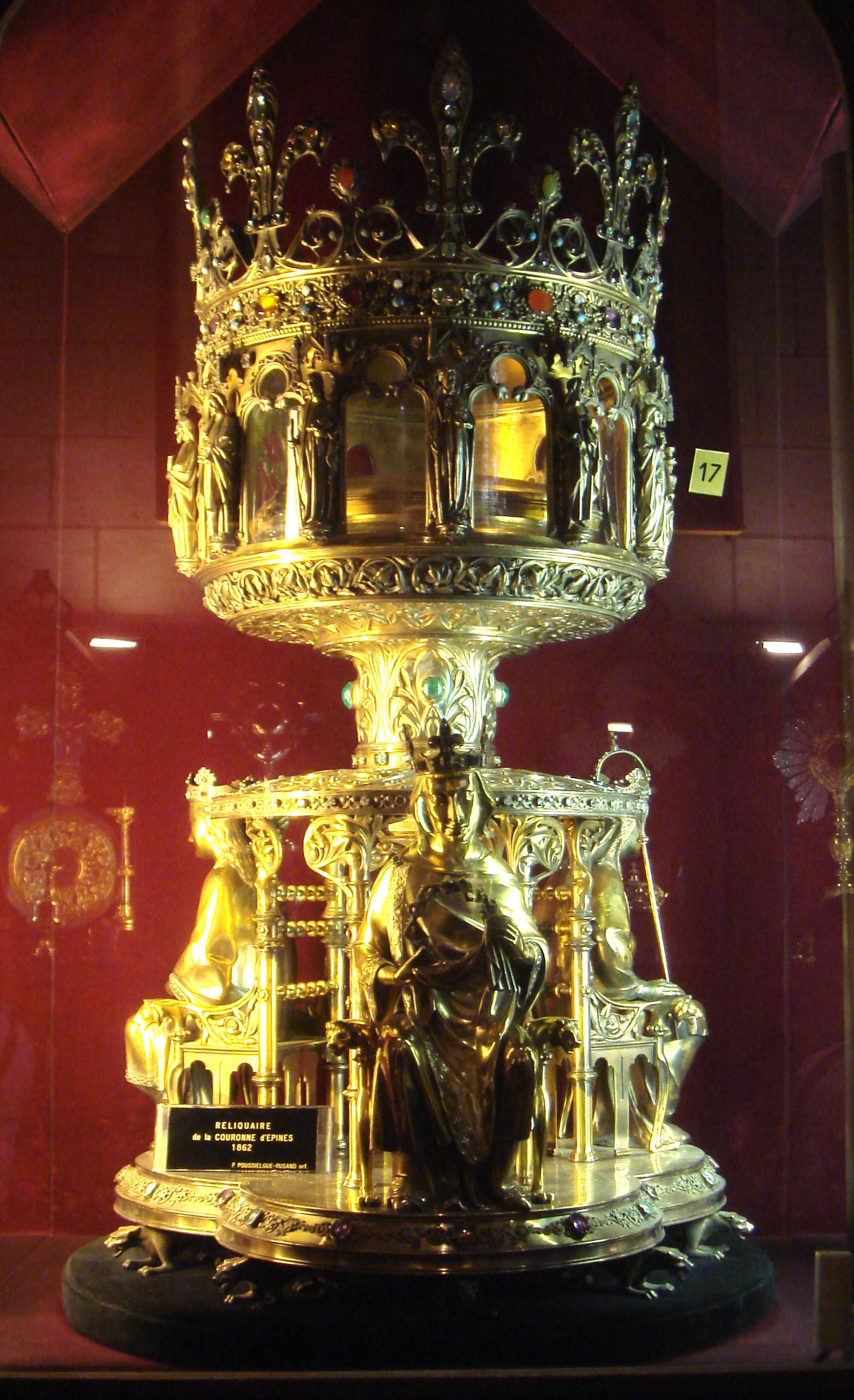
Trnová koruna Kristova, kterou od Balduina II. zakoupil Ludvík IX., Notre-Dame, Paříž

Balduinova matka, Jolanda Flanderská, byla sestrou prvních dvou latinských císařů Balduina I. a Jindřicha I. Balduinův otec Petr z Courtenay byl v pořadí třetím vládcem latinského císařství (také známého jako Romania. Po Petru z Courtenay nastoupil na císařský trůn jeho starší syn Robert, který však roku 1228 zemřel. Na trůn proto usedl jedenáctiletý Balduin II. Protože nový císař nebyl ještě plnoletý, stal se jeho poručníkem a regentem císařství starý francouzský rytíř a titulární jeruzalémský král Jan z Brienne. V roce 1234 se Balduin II. oženil s dcerou svého poručníka Marií. Císař se zcela ujal vlády nad asijským císařstvím o tři roky později, ve věku dvaceti let. Roku 1237 také zemřel císařský regent Jan z Brienne a Balduin se tak o vládu již nemusel s nikým dělit.

### Poslední císař
Již od smrti Balduinova strýce, císaře Jindřicha roku 1216, bylo Latinské císařství pomalu v úpadku, zato Byzantská říše v Nikáji neustále rostla a všechny naděje, že Jan z Brienne dokáže nepříznivý vývoj zvrátit a křižácké císařství posílit zklamaly.
Skutečná vláda latinského císaře se v době Balduina II. rozprostírala již jen nad hlavním městem Konstantinopolis a jeho nejbližším okolím. Finanční situace císařství byla zoufalá a císařovou hlavní starostí bylo téměř celý život objíždět evropské dvory a snažit se získat nějakou pomoc. Roku 1236 odjel z Konstantinopole na Západ pro podporu. Navštívil Řím, Francii a Flandry, kde se snažil získat peníze a vojáky pro dobytí ztracených křižáckých pozic na maloasijském pobřeží. Roku 1237 Balduin II. zastavil relikvii Trnová koruna za velké peníze u Benátčanů. Jeho úsilí se setkalo s úspěchem a roku 1240 se přes německé země a Uhry vrátil do Konstantinopole v čele početného evropského vojska. Okolnosti mu však zabránily cokoliv významného s novou armádou podniknout a roku 1245 odcestoval znovu na západ, nejprve do Itálie, a poté do Francie, kde strávil dva roky. Během Balduinovy nepřítomnosti v Konstantinopoli vládli císařovna Marie z Brienne a Filip z Toucy. I tentokrát měl císař štěstí a výměnou za některé relikvie získal finanční pomoc od francouzského krále Ludvíka, s nímž se roku 1249 zúčastnil sedmé křížové výpravy do Egypta.
Extrémní ekonomická nouze Latinského císařství donutila Balduina vydat svého syna Filipa do rukou Benátčanů jako rukojmí za jejich půjčku peněz. Z benátského zajetí byl Filip později vykoupen kastilským králem Alfonsem X. Zbytek své vlády Balduin II. strávil cestováním po západní Evropě a doprošování se pomoci od evropských vladařů. Roku 1261 byla samotná Konstantinopolis dobyta nikájským císařem Michaelem VIII., čímž byla obnovena Byzantská říše a Balduinova vláda, jakož i Latinské císařství skončilo. Z obleženého města se císaři podařilo uprchnout na benátské galéře do Negropontu, odtud dále přes Athény a Apulii nakonec do Francie.

Erb rodu Courtenay

I jako pouze titulární latinský císař dělal Balduin II. to samé, co v posledních letech své skutečné vlády - cestoval po evropských dvorech a prosil o pomoc při dobývání svého císařství nazpět. V roce 1267 odjel do Itálie, kde své naděje upřel na bratra krále Ludvíka IX., sicilského krále a titulárního krále jeruzalémského Karla z Anjou. Karel o myšlence na dobytí Konstantinopole vážně uvažoval, domácí problému mu však zabránili od pokusů ji realizovat. V květnu 1267 podepsal Balduin II. s Karlem dohodu z Viterba, čímž se Balduin vzdal práv na latinský trůn ve prospěch Karla. V dalších letech Balduin i jeho syn Filip žili z penze, kterou jim zajistil Karel z Anjou. V říjnu 1273 se ve Foggii Filip z Courtenay oženil s Karlovou dcerou. Několik dní po svatbě svého syna Balduin II. vydechl naposledy a byl pohřben v katedrále v Barlettě.

## Vývod z předků
|                               |                        |  |                         |                       |  |  |  |  |  |  |  | Filip I. Francouzský |
|                               |                        |  |                         |                       |  |  |  |  |  |  |  |                      |
|                               | Ludvík VI. Francouzský |  |                         |                       |  |  |  |  |  |  |  |                      |
|                               |                        |  |                         |                       |  |  |  |  |  |  |  |                      |
|                               |                        |  |                         | Berta Holandská       |  |  |  |  |  |  |  |                      |
|                               |                        |  |                         |                       |  |  |  |  |  |  |  |                      |
|                               | Petr I. z Courtenay    |  |                         |                       |  |  |  |  |  |  |  |                      |
|                               |                        |  |                         |                       |  |  |  |  |  |  |  |                      |
|                               |                        |  |                         | Humbert II. Savojský  |  |  |  |  |  |  |  |                      |
|                               |                        |  |                         |                       |  |  |  |  |  |  |  |                      |
|                               | Adéla Savojská         |  |                         |                       |  |  |  |  |  |  |  |                      |
|                               |                        |  |                         |                       |  |  |  |  |  |  |  |                      |
|                               |                        |  |                         | Gisela Burgundská     |  |  |  |  |  |  |  |                      |
|                               |                        |  |                         |                       |  |  |  |  |  |  |  |                      |
|                               | Petr II. z Courtenay   |  |                         |                       |  |  |  |  |  |  |  |                      |
|                               |                        |  |                         |                       |  |  |  |  |  |  |  |                      |
|                               |                        |  |                         | Miles z Courtenay     |  |  |  |  |  |  |  |                      |
|                               |                        |  |                         |                       |  |  |  |  |  |  |  |                      |
|                               | Renaud z Courtenay     |  |                         |                       |  |  |  |  |  |  |  |                      |
|                               |                        |  |                         |                       |  |  |  |  |  |  |  |                      |
|                               |                        |  |                         | Ermengard z Nevers    |  |  |  |  |  |  |  |                      |
|                               |                        |  |                         |                       |  |  |  |  |  |  |  |                      |
|                               | Alžběta z Courtenay    |  |                         |                       |  |  |  |  |  |  |  |                      |
|                               |                        |  |                         |                       |  |  |  |  |  |  |  |                      |
|                               |                        |  |                         | Frederik z Donjon     |  |  |  |  |  |  |  |                      |
|                               |                        |  |                         |                       |  |  |  |  |  |  |  |                      |
|                               | Helene z Donjon        |  |                         |                       |  |  |  |  |  |  |  |                      |
|                               |                        |  |                         |                       |  |  |  |  |  |  |  |                      |
|                               |                        |  |                         | Corbeil z Donjon      |  |  |  |  |  |  |  |                      |
|                               |                        |  |                         |                       |  |  |  |  |  |  |  |                      |
| Balduin II. Konstantinopolský |                        |  |                         |                       |  |  |  |  |  |  |  |                      |
|                               |                        |  |                         |                       |  |  |  |  |  |  |  |                      |
|                               |                        |  | Balduin III. Henegavský |                       |  |  |  |  |  |  |  |                      |
|                               |                        |  |                         |                       |  |  |  |  |  |  |  |                      |
|                               | Balduin IV. Henegavský |  |                         |                       |  |  |  |  |  |  |  |                      |
|                               |                        |  |                         |                       |  |  |  |  |  |  |  |                      |
|                               |                        |  |                         | Jolanda z Wassenbergu |  |  |  |  |  |  |  |                      |
|                               |                        |  |                         |                       |  |  |  |  |  |  |  |                      |
|                               | Balduin V. Henegavský  |  |                         |                       |  |  |  |  |  |  |  |                      |
|                               |                        |  |                         |                       |  |  |  |  |  |  |  |                      |
|                               |                        |  |                         | Gottfried Namurský    |  |  |  |  |  |  |  |                      |
|                               |                        |  |                         |                       |  |  |  |  |  |  |  |                      |
|                               | Alice z Namuru         |  |                         |                       |  |  |  |  |  |  |  |                      |
|                               |                        |  |                         |                       |  |  |  |  |  |  |  |                      |
|                               |                        |  |                         | Ermesinda Lucemburská |  |  |  |  |  |  |  |                      |
|                               |                        |  |                         |                       |  |  |  |  |  |  |  |                      |
|                               | Jolanda Flanderská     |  |                         |                       |  |  |  |  |  |  |  |                      |
|                               |                        |  |                         |                       |  |  |  |  |  |  |  |                      |
|                               |                        |  |                         | Dětřich II. Lotrinský |  |  |  |  |  |  |  |                      |
|                               |                        |  |                         |                       |  |  |  |  |  |  |  |                      |
|                               | Dětřich Alsaský        |  |                         |                       |  |  |  |  |  |  |  |                      |
|                               |                        |  |                         |                       |  |  |  |  |  |  |  |                      |
|                               |                        |  |                         | Gertruda Flanderská   |  |  |  |  |  |  |  |                      |
|                               |                        |  |                         |                       |  |  |  |  |  |  |  |                      |
|                               | Markéta I. Flanderská  |  |                         |                       |  |  |  |  |  |  |  |                      |
|                               |                        |  |                         |                       |  |  |  |  |  |  |  |                      |
|                               |                        |  |                         | Fulko V. z Anjou      |  |  |  |  |  |  |  |                      |
|                               |                        |  |                         |                       |  |  |  |  |  |  |  |                      |
|                               | Sibyla z Anjou         |  |                         |                       |  |  |  |  |  |  |  |                      |
|                               |                        |  |                         |                       |  |  |  |  |  |  |  |                      |
|                               |                        |  |                         | Ermengarda z Maine    |  |  |  |  |  |  |  |                      |
|                               |                        |  |                         |                       |  |  |  |  |  |  |  |                      |